# Croton laurinus
Espèce
Classification APG III (2009)
Statut de conservation UICN

 NT  : Quasi menacé
Croton laurinus est une espèce de plantes à fleurs du genre Croton et de la famille Euphorbiaceae présente en Jamaïque.

## Synonyme
- Croton laurifolius Müll.Arg.